# Descanso ventrosus
Descanso ventrosus är en spindelart som beskrevs av Galiano 1986. Descanso ventrosus ingår i släktet Descanso och familjen hoppspindlar. Inga underarter finns listade i Catalogue of Life.